# ریو اییدا
ریو اییدا (انگلیسی: Ryo Iida؛ زادهٔ ۵ نوامبر ۱۹۹۳) بازیکن فوتبال اهل ژاپن است.